# Remigiusz Ładowski
Remigiusz Ładowski (ur. 5 kwietnia 1738 na Wołyniu, zm. 1798 w Warszawie) – pijar, tłumacz, przyrodnik, pedagog i nauczyciel w szkołach pijarskich.

## Życiorys
Urodził się na Wołyniu, w rodzinie szlacheckiej. W wieku 19 lat (14 sierpnia 1757), wstąpił do zgromadzenia pijarów. Do roku 1759 włącznie, odbywał nowicjat w Podolińcu. Następnie studiował w seminariach zakonnych: retorykę (Rzeszów, do roku 1760) i filozofię (Międzyrzecz Korecki, do roku 1762). Wkrótce rozpoczął prace pedagogiczną w kolejnych ośrodkach: Chełm 1762/1763; Łowicz 1763/1764 i Wieluń 1764/1765. Po ukończeniu studiów teologicznych w Chełmie (1765/1766), nauczał kolejno w: Piotrkowie (1766/1767) i Radomiu (1767/1768). Tamteż pełnił obowiązki administratora parafii (1770) oraz opiekuna konwiktorów (1771). Przez niemal 4 lata (1772-1775) piastował funkcję wiceregensa Konwiktu Szaniawskiego w Łukowie. Wkrótce potem trafił kolejno na dwory: Scypionów (1776-1780), Gołuchowskich (1781-1782), a następnie do domu zakonnego w Krakowie (1783). Przez niemal 5 lat (1787-1792) pełnił funkcję: nauczyciela A. Sapiehy, krajczyca wielkiego litewskiego. Niedługo potem, emerytowany w zakonie, zamieszkał w Wisznicach T. Sapieżyny.

## Twórczość
Autor dzieła Prawo natury, prawo polityczne i prawo narodów krótkim i jasnym sposobem do użytku szlachetnej młodzi spisane (Lublin 1793). Jeden z badaczy, K. Opałek, przypisuje Ładowskiemu także Krótkie zebranie trzech praw początkowych, to jest prawa natury, politycznego i narodów, z różnych autorów wyjęte (Lwów 1780). W obu tych pracach prawo natury pojmowane jest fizjokratycznie.

### Ważniejsze dzieła
- O hodowaniu pszczół, ich rozmnożeniu i chorobach, Warszawa 1781
- Historia naturalna Królestwa Polskiego, czyli zbiór krótki przez alfabet ułożony zwierząt, roślin i minerałów, znajdujących się w Polszcze, Litwie i prowincjach odpadłych. Zebrana z pisarzów godnych wiary, rękopismów i świadków oczywistych, dwa polskie wydania: Kraków 1783-1804[1]; przekł. niemiecki (1793)[2] [3] ,
- Powinności dla osób szlachetnie urodzonych, Lublin 1788
- Prawo natury, prawo polityczne i prawo narodów krótkim i jasnym sposobem dla użytku szlachetnej młodzi spisane, Lublin 1793.

### Przekłady
- Gramatyka geograficzna albo zbiór dokładny geografii, nowym ułożony i zebrany sposobem. (Przekł. z franc.) t. 1, Warszawa 1774[4]; t. 2: Gramatyki geograficznej tom II, zamykający opisanie Azji, Afryki i Ameryki, z wyspami do nich należącymi, Warszawa 1784[5]
- Ch. A. J. Leclerc de Montlinot: Dykcjonarz służący do poznania historii naturalnej i różnych osobliwszych starożytności, które ciekawi w gabinetach znajdują... Dzieło... z francuskiego przełożone t. 1-2, Kraków 1783
- J. Baudory: Dzieła... dla szlachetnej młodzieży wielce użyteczne, do odkrycia i wydoskonalenia przymiotów im potrzebnych. We czterech rozprawach zamknięte. Z francuskiego przełożone, Lublin 1785, (dedykacja: A. z Sapiehów Jabłonowskiej)
- N. G. Clerc: Wiadomość o chorobach zaraźliwych bydła oraz podane sposoby do uleczenia i zaradzenia onym skutecznie (1786), inform. Estreicher XIV (1896), 299
- S. F. de Genlis: Teatr dla użytku młodych, czyli komedie pani de Genlis tłumaczone z francuskiego t. 1-3, Warszawa 1787-1788, zawartość:
  - tom 1:
    - Agar na puszczy. Komedia w 1 akcie
    - Piękna i bestia pod wiadomym nazwiskiem Zemira i Azor. Komedia we 2 aktach
    - Flaszeczki. Komedia w 1 akcie
    - Wyspa szczęśliwa. Komedia we 2 aktach
    - Dziecię zepsute. Komedia we 2 aktach
    - Niebezpieczeństwa świata. Komedia we 3 aktach

  - tom 2:
    - Ślepa w Spa. Komedia w 1 akcie
    - Gołąbek. Komedia w 1 akcie
    - Nieprzyjaciółki wspaniałe. Komedia we 2 aktach
    - Dobra matka. Komedia we 3 aktach
    - Intrygantka. Komedia we 2 aktach

  - tom 3:
    - Bal dziecinny albo pojedynek. Komedia we 2 aktach
    - Wędrownik. Komedia we 2 aktach
    - Watek. Komedia we 2 aktach
    - Fałszywi przyjaciele. Komedia we 2 aktach
    - Trybunał. Komedia we 3 aktach
- (Ph. Avril): Podróż do różnych krajów Europy i Azji przez misjonarzów Societatis Jesu odprawiona w r. 1790, końcem okdrycia nowej drogi do chin, z opisaniem Tatarii Wielkiej. (Przekł. z franc.), Warszawa 1791
- S. F. de Genlis: Teatr dla społeczności, czyli komedie pani Genlis tłumaczone t. 1-2, Warszawa 1793, zawartość:
  - tom 1:
    - Matka współzalotnica. Komedia w 5 aktach
    - Amant bezimienny. Komedia w 5 aktach
    - Miłość macierzyńska. Komedia w 1 akcie
    - Więzienie. Komedia w 1 akcie

  - tom 2:
    - Zelia albo szczera. Komedia w 5 aktach
    - Zły z miny. Komedia w 5 aktach
    - Fałszywa delikatność. Komedia we 3 aktach.